# Lillian Elidah
Lillian Elidah là một đầu bếp người Zambia, tốt nghiệp Học viện nghệ thuật ẩm thực Cesar Ritz ở Thụy Sĩ và hiện đang sở hữu và điều hành nhà hàng Twaala của mình ở Lusaka, Zambia.

## Sự nghiệp
Lillian Elidah sinh ra ở Lusaka, Zambia, nhưng phần lớn thời thơ ấu của cô đã trải qua ở Thụy Điển, nơi cô đã tốt nghiệp đại học. Cô quyết định trở thành một đầu bếp chuyên nghiệp, và được đào tạo tại Học viện nghệ thuật ẩm thực Cesar Ritz ở Thụy Sĩ nơi cô đã đạt được bằng cấp về nghệ thuật ẩm thực. Sau khi được đào tạo ở Thụy Sĩ, cô làm việc ở Pháp với tư cách là một đầu bếp, nơi cô được cố vấn bởi Anthony Leboube.
Năm 19 tuổi, cô trở thành nhà văn thực phẩm cho tờ báo quốc gia Zambian The Post, nhà văn trẻ nhất họ có trong đội ngũ nhân viên. Cô bắt đầu công ty phục vụ riêng của mình, Twaala Catering, và mở một nhà hàng tên là Nhà hàng Twaala. Tại nhà hàng, cô phục vụ ẩm thực kết hợp châu Âu/ châu Phi. Công việc kinh doanh của cô đã được nhấn mạnh trong một báo cáo của chương trình doanh nghiệp tư nhân Nyamuka Zambia, được tài trợ bởi Bộ Phát triển Quốc tế Vương quốc Anh.